# Charalampos Andreou
Charalampos Andreou (in greco: Χαράλαμπος Ανδρέου), detto Pampīs (Πάμπης) (Famagosta, 16 giugno 1967) è un ex calciatore cipriota, di ruolo attaccante.

## Carriera

### Club
Ha militato solo in due club, entrambi ciprioti. Con la Nea Salamis vanta oltre 200 gol realizzati in tutte le competizioni.

### Nazionale
Ha rappresentato la nazionale Under-21 cipriota dal 1992 al 1997, scendendo in campo 23 volte.

## Palmarès

### Club
- Campionato cipriota: 2

Anorthosis: 1997-1998, 1998-1999
- Coppa di Cipro: 1

Anorthosis: 1997-1998

### Individuale
- Capocannoniere del campionato cipriota: 1

1994-1995 (25 reti)